# Partition polono-soviétique de la Prusse-Orientale
La partition polono-soviétique de la Prusse-Orientale fait référence à l'incorporation et à la division de la région historique allemande de la Prusse-Orientale entre l'Union soviétique et la république de Pologne.
Actuellement, le territoire de la Prusse-Orientale est divisé entre les États souverains de Russie, de Pologne et de Lituanie.

## Contexte historique
Au cours de la dernière année de la Seconde Guerre mondiale (1945), l'Armée rouge dans le cadre du front de l'Est expulsait l'Allemagne nazie d'Europe de l'Est, le Gouvernement général de Pologne (région fantoche nazie) avait subi plusieurs sièges soviétiques, le régime nazi utilisait comme zone tampon entre les forces ennemies et le territoire allemand. Le gouvernement général dura jusqu'au 2 février 1945 lorsque, lors de l'offensive Vistule-Oder, le dernier mur qui séparait les Allemands des Soviétiques s'était effondré.

### Attaque contre la Prusse

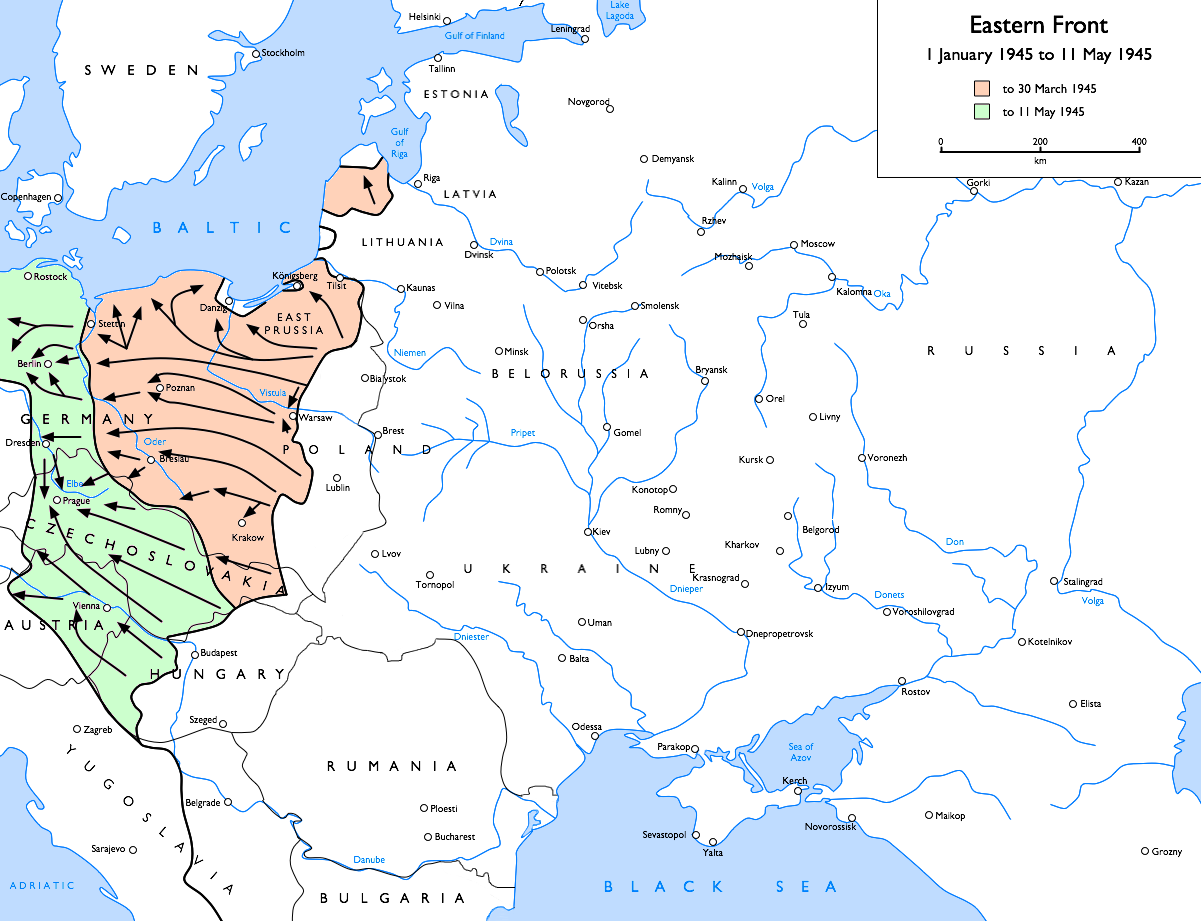
Offensive de Prusse-Orientale par l'Armée rouge.

Les Allemands, voyant la chute de leur gouvernement fantoche en Pologne, comprirent que le prochain objectif soviétique serait l'Allemagne nazie elle-même. Cette affirmation n'était pas tout à fait correcte car bien que la Pologne ait déjà été occupée par les Soviétiques, les plus grandes forces de l'Armée rouge étaient coincées entre l'est de la Pologne et l'ouest de la Biélorussie luttant contre les redoutes allemandes. Le 20 janvier 1945, le maréchal Constantin Rokossovski reçoit l'ordre d'abandonner ces combats et de lancer une offensive contre l'Allemagne elle-même, bien qu'il y ait déjà eu quelques combats entre Soviétiques et Allemands depuis le début de la même année, avec le changement d'intérêts stratégiques, supériorité numérique et perception morale en faveur de l'Armée rouge, l'Union soviétique atteint la capitale prussienne Königsberg le 25 janvier et est conquise comme le reste de la Prusse-Orientale jusqu'au 9 avril.
Avec l'occupation militaire de la Prusse-Orientale, l'Allemagne a perdu son accès à la mer Baltique et a permis le déploiement rapide autour Breslau, qui à son tour a permis l'entrée dans la zone qui, après l'occupation alliée, serait le territoire de la République démocratique allemande.

### Fondation de la république populaire de Pologne
Après la Seconde Guerre mondiale, l'Union soviétique avait occupé toute la Pologne, au sein de la même Union, il a été discuté de l'opportunité d'incorporer les territoires polonais (une partie de la Pologne avait déjà été annexée en 1939) dans le pays en tant que république socialiste soviétique ou de créer un État théoriquement indépendant sous influence soviétique. Finalement, le dictateur Joseph Staline a décidé ce dernier et le 20 juin 1945, il a permis la création de la république populaire de Pologne.

## Répartition de la Prusse-Orientale

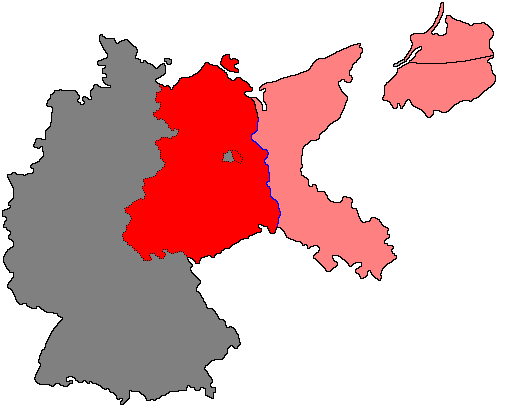
Zone d'occupation soviétique en Allemagne. En rouge foncé le territoire dont serait née la République démocratique allemande et en rouge clair le territoire qui serait divisé entre l'Union soviétique et la Pologne.

L'Union soviétique et initialement la jeune république polonaise ont joué un rôle clé pendant l'occupation de l'Allemagne. Pour l'Union soviétique, les véritables frontières allemandes du côté oriental étaient celles acceptées lors de la signature du traité de Versailles de 1919 (ratifié plus tard lors de la conférence de Potsdam) qui mit fin à la Première Guerre mondiale et provoqua le démantèlement du Reich allemand. Suivant cette idée, un corridor terrestre en Poméranie fut conçu pour la Pologne qui lui donna accès aux eaux de la mer Baltique et à d'autres acquisitions territoriales sur l'Allemagne en contrepartie des territoires polonais annexés par l'Union soviétique.
Lors de la période de fondation de la République démocratique allemande en 1949, la Prusse-Orientale était la seule zone d'occupation soviétique qui n'était pas incorporée dans le nouvel État socialiste, c'est pourquoi le gouvernement soviétique a décidé de la diviser entre l'Union soviétique et la république populaire de Pologne.

### Pour la Pologne
L'Union soviétique a décidé d'incorporer unilatéralement la partie sud de la Prusse-Orientale à la Pologne, les Alliés occidentaux n'ont pas commenté la décision. Des représentants de la république populaire de Pologne prirent officiellement en charge l'administration civile de la partie sud de la Prusse-Orientale le 23 mai 1945. Par la suite, des expatriés des terres polonaises annexées par l'Union soviétique, ainsi que des Ukrainiens et des Lemkos ayant tout perdu pendant la guerre a décidé de s'installer sur le nouveau territoire polonais, désormais officiellement intégré à l'organisation du pays en tant que voïvodie de Varmie-Mazurie.
Une information est qu'après la chute du communisme en Pologne, en 1950, les Polonais de Warmie et de Mazurie ont été qualifiés de « germanisés » et il a été décidé de mener une politique de déculturation allemande dans tout le pays et en particulier en Warmie et en Mazurie. Paradoxalement, la plupart de ces Polonais « germanisés » de Warmie-Mazurie ont décidé d'émigrer vers l'Allemagne de l'Ouest alors stable, le plus grand nombre étant observé dans les années 1950 jusqu'aux années 1970 (entre 1970 et 1988, 55 227 personnes de Warmie-Mazurie se sont installées en Allemagne de l'Ouest). Naturellement, les noms de lieux locaux en allemand ont également été polonisés par la Commission polonaise pour la détermination des noms de lieux.

### Pour l'Union soviétique

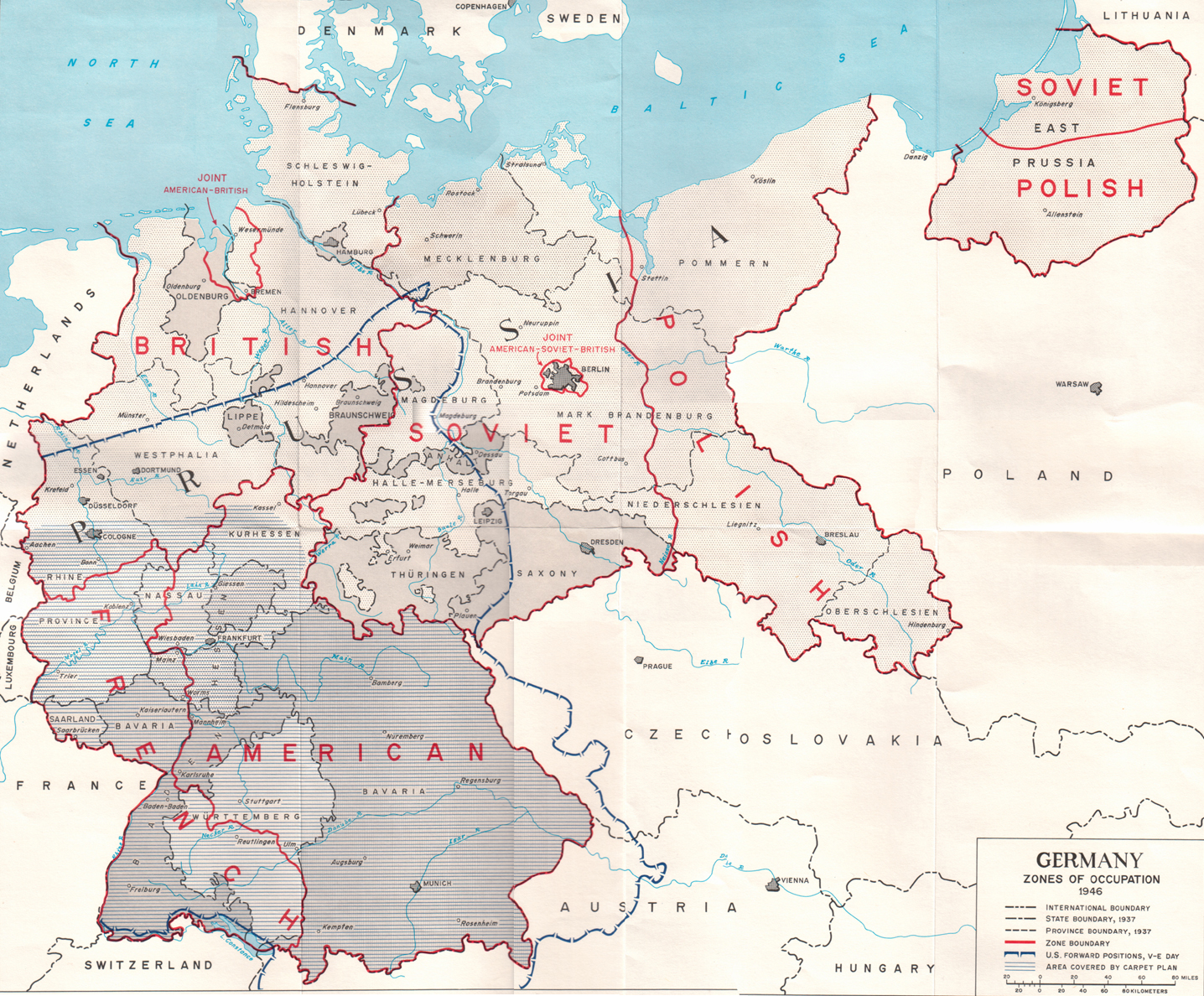
Carte réalisée par les forces armées des États-Unis sur la division provisoire de l'Allemagne en 1945, montrant la division de la Prusse-Orientale entre l'Union soviétique et la Pologne.

L'Union soviétique à la fin de 1945 a créé un gouvernement militaire dans le nord de la Prusse-Orientale, avec l'incorporation de la partie sud de la Prusse à la Pologne, le gouvernement soviétique a d'abord décidé d'incorporer sa partie de la Prusse dans la république socialiste soviétique de Lituanie - en fait le territoire prussien de Memel avait déjà été incorporé à la Lituanie en prélude au reste de la Prusse - puis, modifiant les plans fournis par le gouvernement soviétique, il a incorporé le reste de la Prusse dans la république socialiste fédérative soviétique de Russie dans le cadre d'un symbolisme de victoire contre les nazis.
En avril 1946, le nord de la Prusse-Orientale devint une province officielle de la République socialiste fédérative soviétique de Russie sous le nom d'« oblast de Kyonigsbérgskaya » (oblast de Königsberg). En juin de la même année, 114 070 citoyens allemands et 41 029 citoyens soviétiques étaient enregistrés dans l'oblast, avec un nombre inconnu de personnes non enregistrées. En juillet de cette année-là, la ville historique de Königsberg a été rebaptisée Kaliningrad en l'honneur de Mikhaïl Kalinine, et toute la région a été nommée oblast de Kaliningrad. Entre le 24 août et le 26 octobre 1948, 21 transports avec un total de 42 094 Allemands ont quitté l'oblast pour l'Allemagne de l'Est. Les derniers Allemands restants sont partis en novembre 1949 (1 401 personnes) et en janvier 1950 (7 personnes).
Les Lituaniens prussiens ont également connu le même sort et une situation similaire est arrivée aux Couroniens qui vivaient dans la région autour de la lagune de Courlande. Alors que beaucoup ont fui l'Armée rouge lors de l'évacuation de la Prusse-Orientale, les Couroniens qui sont restés sur place ont ensuite été expulsés par le gouvernement de l'Union soviétique. Seuls 219 vivaient le long de l'Isthme de Courlande en 1955. Beaucoup avaient des noms allemands comme Fritz ou Hans, une cause de discrimination envers tout ce qui est allemand. Les autorités soviétiques considéraient les Couroniens comme des fascistes. En raison de cette discrimination, beaucoup ont émigré en Allemagne de l'Ouest en 1958, où la majorité de ce groupe ethnique vit à ce jour. Après l'expulsion de la population allemande, des Russes, des Biélorusses et des Ukrainiens de souche se sont installés dans la partie nord. Dans la partie soviétique de la région, une politique allant au-delà de la simple dénazification a été menée, toutes les traces possibles de l'histoire, de la culture et de la présence du peuple allemand ont été supprimées. Tous les noms de lieux allemands ont été remplacés par de nouveaux noms russes. L'exclave était une zone militaire, fermée aux étrangers. Les citoyens soviétiques ne pouvaient entrer qu'avec une autorisation spéciale. En 1967, les vestiges du château de Königsberg sont démolis sur ordre de Léonid Brejnev pour faire place à une nouvelle « Maison des Soviets ».
Du côté de la République démocratique allemande (État satellite de l'Union soviétique), toute mention de la présence allemande en Prusse-Orientale a été effacée, que ce soit dans les manuels scolaires ou académiques, comme si la Prusse-Orientale n'avait jamais été une partie importante de la formation et histoire de l'Allemagne.

## Situation après la dislocation de l'Union soviétique
Après la dislocation de l'Union soviétique en 1991, les nations indépendantes de Lituanie et de Russie ont été créées, respectivement le territoire de Memel est resté dans le pays balte divisé entre les provinces de Klaipėda et Tauragė tandis que l'oblast de Kaliningrad est resté fidèle au nouveau gouvernement, devenant une exclave de la Russie.
D'autre part, après la chute de la république populaire de Pologne, le nouveau gouvernement n'a pas apporté de changements importants, la partie polonaise de la Prusse-Orientale, ainsi que la partie russe et lituanienne, vivent des relations complexes en raison des divers mouvements politiques entre le gouvernements de Moscou, Varsovie et Vilnius, cette dernière étant intégrée à l'Union européenne, économiquement Kaliningrad vit une paix relative avec ses voisins, au contraire, du point de vue militaire, l'ensemble du territoire de la Prusse-Orientale tend à être des sites de guerre militaire constante. tensions entre l'Organisation du traité de l'Atlantique nord (dont font partie la Lituanie et la Pologne) et la flotte russe de la Baltique.